# Euptychia monahani
Euptychia monahani är en fjärilsart som beskrevs av Archibald C. Weeks. Euptychia monahani ingår i släktet Euptychia och familjen praktfjärilar. Inga underarter finns listade i Catalogue of Life.